# Découpage de l'information par priorité
 (mars 2013).
Si vous disposez d'ouvrages ou d'articles de référence ou si vous connaissez des sites web de qualité traitant du thème abordé ici, merci de compléter l'article en donnant les références utiles à sa vérifiabilité et en les liant à la section « Notes et références ».
Le découpage de l'information par priorité est le type de journalisme pratiqué par une agence de presse mondiale et généraliste, consistant à envoyer très vite à ses clients les informations les plus importantes, sur la base d'une hiérarchisation de l'actualité la plus incontestable possible.

## Description
En cas d'évènement, l'agence va donner immédiatement une alerte de quelques mots, puis assez rapidement une mini-dépêche de 5 ou 6 lignes, titrée "URGENT", avant de développer plus tard. Le client est prévenu de l'arrivée de cet "URGENT" ou de cette alerte par une sonnette sur les téléscripteurs, ou par la couleur rouge du texte, qui apparaît sur les écrans d'ordinateurs et permet de le repérer. Les "URGENT"s annoncent en général les évènements les plus importants de la journée. Le client peut ainsi s'organiser en fonction de la nouvelle donne : réserver de la place pour cette nouvelle information, demander à un reporter de la couvrir lui aussi, préparer ses propres éclairages : analyse, interview, rapprochement avec une autre info, recherche documentaire, enquête approfondie, etc. Un "URGENT" lui permet de lancer toutes ces procédures plus rapidement.

## Utilisation
Cette méthode, standardisée, permet au reporter de l'agence de presse mondiale et généraliste présent sur le terrain d'informer très rapidement le monde entier en cas d'évènement. Elle l'oblige à préparer la couverture à l'avance, grâce à un bon carnet d'adresse, pour être très vite capable de distinguer dans un flux massif d'informations ce qui mérite d'être traité en urgent, au besoin en appelant immédiatement une source d'information capable de l'aider à recouper ou prendre du recul. Un même évènement peut faire l'objet de plusieurs alertes, une pour chaque nouvelle information qu'il comporte. Les grandes entreprises, ONG, associations, gouvernements et partis politiques, qui sont en général abonnés aux services d'une agence de presse mondiale et généraliste, peuvent eux aussi préparer plus vite leur réaction à la nouvelle donne en cas d'évènement réellement important.
Le journaliste d'une radio qui reçoit un "URGENT" juste avant son flash radio peut lire la première phrase directement à l'antenne: le texte est clair, écrit au style direct, simple et naturel à lire au micro. Il doit si possible répondre aux cinq questions de base, appelées les Cinq w du journalisme : Qui (who) a fait quoi (what) et pourquoi (why), où (where) et quand (when). Pour faciliter le travail des clients radio et Internet, les premiers mots doivent être accessibles et le plus parlants possible, annoncer directement la couleur, l'évènement. Pour un site internet, l'urgent peut constituer un produit d'appel gratuit, le reste de la dépêche, voire le dossier complet sur le sujet abordé, étant payant.
La dépêche d'agence qui est envoyée après l'alerte et l'urgent commence par l'information la plus importante, à laquelle est consacrée le premier paragraphe. Son premier paragraphe est donc assez proche de l'urgent. Le texte de la dépêche se poursuit en ajoutant peu à peu des précisions permettant de compléter. Le récit est construit sur un principe simple: plus un élément est important, plus il est cité tôt dans le texte. Cette construction permet au client qui le souhaite de découper le texte où il veut, en fonction de la longueur qu'il souhaite utiliser. Il facilite la méthode de mise en page de nombreux quotidiens anglo-saxons, qui se réservent la possibilité de couper dans un texte, en enlevant simplement les derniers paragraphes sans craindre de perdre d'information importante.
Les journaux peuvent aussi découper les dépêches pour publier une brève. Dans ce cas, seul le premier paragraphe, ou les deux premiers, de la dépêche est utilisé : ils comportent de toute façon l'information la plus importante. S'il s'agit d'une information arrivée juste avant le départ du journal pour les rotatives, le journal n'a de toutes façons pas le temps d'aller chercher dans le texte les éléments plus importants : il se contente de couper après un paragraphe ou deux en faisant confiance à l'agence de presse. Le premier paragraphe doit donc être utilisable par n'importe quel journal, comme c'est aussi le cas de l'ensemble de la dépêche.